# سيزر كارل هانس هينكل
سيزر كارل هانس هينكل (بالإنجليزية: Caesar Carl Hans Henkel)‏ هو عالم رسم الخرائط ورسام جنوب أفريقي، ولد في 1839، وتوفي في 16 يونيو 1913.